# Rue Saint-Jérôme (Paris)
Cet article concerne la rue actuelle. Pour l'ancienne rue du 4e arrondissement, voir Rue Saint-Jérôme (ancienne voie de Paris).
Pour les articles homonymes, voir Rue Saint-Jérôme.
La rue Saint-Jérôme est une voie du 18e arrondissement de Paris, en France.

## Situation et accès
La rue Saint-Jérôme est une voie publique située dans le 18e arrondissement de Paris. Elle débute au 8, rue Saint-Mathieu et se termine au 11, rue Cavé.

## Origine du nom

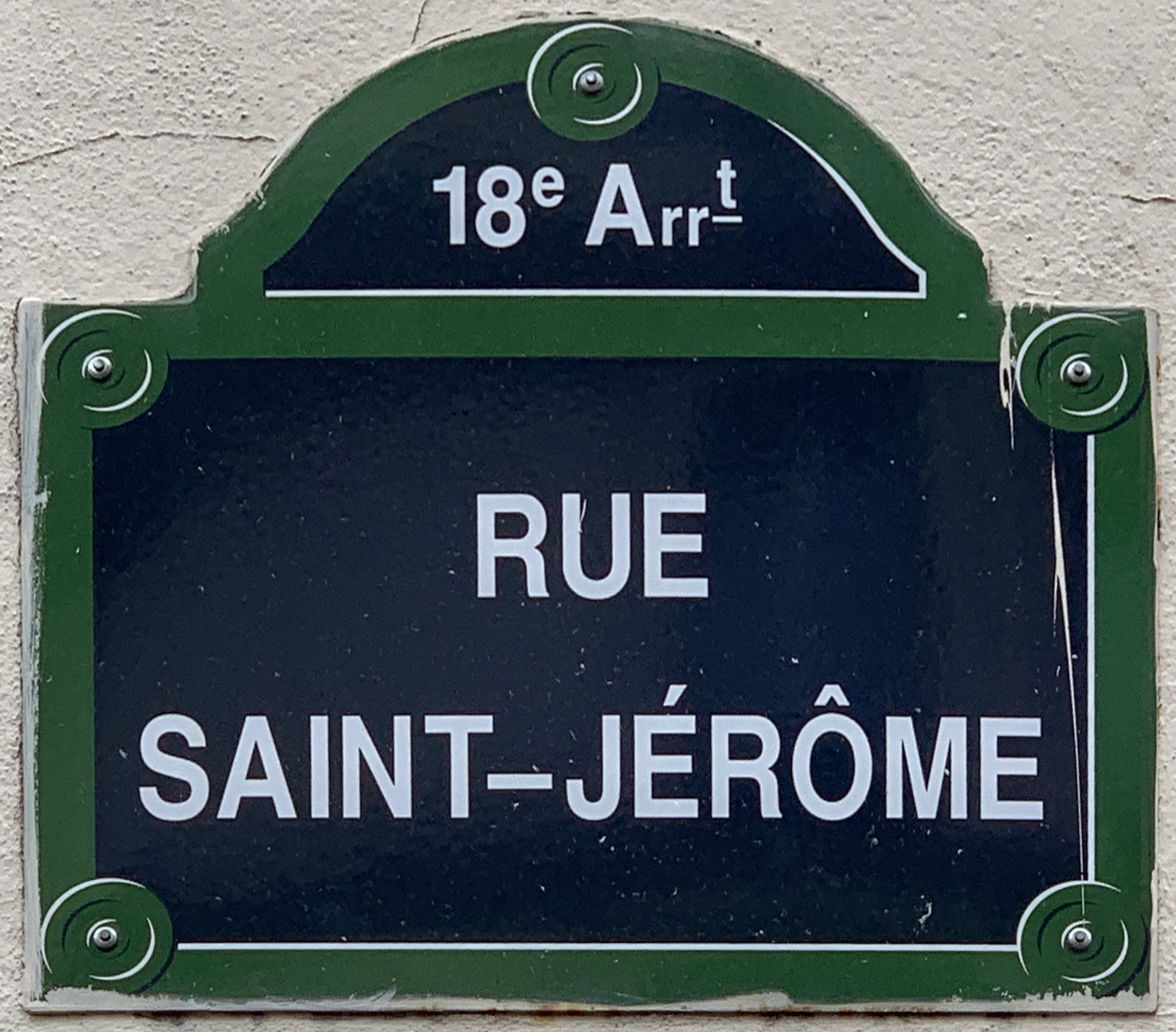
Plaque de la rue.

Elle porte le nom de Jérôme de Stridon (346-420), Père de l'Église, en raison du voisinage de l'église Saint-Bernard de la Chapelle.

## Historique
Cette voie située dans l'ancienne commune de La Chapelle était, précédemment, une partie de la rue Ernestine.
Détachée de cette dernière rue, elle prend la dénomination de « rue Saint-Jérôme » par un arrêté du 19 décembre 1874 avant d'être classée dans la voirie parisienne par un décret du 18 août 1884.